# Rock, Rock, Rock (album)
Rock, Rock, Rock is op de markt gebracht als soundtrack van de gelijknamige film Rock, Rock, Rock. Tegenwoordig wordt het echter door velen beschouwd als Chuck Berry's debuutalbum. De reden hiervoor is dat veel artiesten die wel in de film voorkwamen, niet op het album voorkwamen. Het is zelfs zo dat slechts 4 van de 12 nummers die op dit album staan ook in de film voorkomen. Het album werd opgevuld met 8 andere nummers van Chuck Berry, The Moonglows en The Flamingos.
The Flamingos zouden later ook nog op de achtergrond van Chuck Berry's nummers zingen, op nummers zoals Back in the USA.

## Tracklist
1. I Knew From The Start - The Moonglows
2. Would I Be Crying - The Flamingos
3. Maybellene - Chuck Berry
4. Sincerely - The Moonglows
5. Thirty Days - Chuck Berry
6. The Vow - The Flamingos
7. You Can't Catch Me - Chuck Berry
8. Over And Over Again - The Moonglows
9. Roll Over Beethoven - Chuck Berry
10. I'll Be Home - The Flamingos
11. See Saw - The Moonglows
12. A Kiss From Your Lips - The Flamingos